# منظمة الكونغرس الدولية (SHIELD )
منظمة الكونغرس الدولية لحماية حقوق وحرية المواطن – الدرع (بالإنجليزية: International Congress for Protecting the Rights and Freedom of Citizens – SHIELD) هي منظمة غير حكومية دولية، ويقع مقرها الرئيسي في بروكسل، بلجيكا. تعنى برصد أوضاع حقوق الإنسان، والدفاع عن الحريات، والمناصرة الحقوقية في مناطق النزاع، وتُعرف أحيانًا باسم "منظمة الدرع العالمية".

### التأسيس والنشأة
تأسست منظمة الكونغرس الدولية لحماية حقوق وحرية المواطن – الدرع في عام 2011 في أوكرانيا، بمبادرة من مجموعة من الناشطين في مجال حقوق الإنسان، استجابةً لتزايد التحديات الإنسانية في مناطق النزاعات المسلحة. يرأس المنظمة منذ تأسيسها مؤسسها الدكتور صالح محمد ظاهر، ويشغل حاليًا منصب رئيس المنظمة.
تعلن المنظمة أن أنشطتها تركز على رصد الانتهاكات، ودعم المجتمعات المتأثرة بالأزمات، بما يتماشى مع القوانين الدولية، وعلى رأسها الإعلان العالمي لحقوق الإنسان.

### الأهداف والرسالة
- تهدف المنظمة إلى المساهمة في الدفاع عن حقوق الإنسان من خلال:
  - حماية الحقوق الأساسية والحريات العامة.
  - تعزيز آليات العدالة الدولية وسيادة القانون.
  - مكافحة العنف والتمييز وخطاب الكراهية.[5]
  - تقديم الدعم للمجتمعات المتأثرة بالنزاعات والكوارث.
  - نشر قيم السلام والتسامح وتعزيز التعايش الثقافي بين الشعوب.

### المنهج والأسس
تعتمد المنظمة في أنشطتها على مبادئ القانون الدولي لحقوق الإنسان والقانون الدولي الإنساني، وتسعى إلى التعاون مع منظمات المجتمع المدني، والجهات الحكومية، والمؤسسات الدولية ذات الصلة. وتُشير إلى أن منهجها يستند إلى القيم العالمية للعدالة والمساءلة واحترام الكرامة الإنسانية.

### الأنشطة والمجالات
تشمل مجالات وأنشطة المنظمة ما يلي:
- تنظيم المؤتمرات والندوات الدولية المتخصصة في قضايا حقوق الإنسان.[6]
- إصدار تقارير توثيقية حول أوضاع حقوق الإنسان في مناطق النزاع والأزمات.
- تنفيذ حملات توعية ومبادرات إنسانية ميدانية لدعم المجتمعات المتضررة.
- المشاركة في جهود الوساطة والحوار في مناطق النزاع لتعزيز السلم الأهلي.

### التفاعل الدولي
تسعى المنظمة إلى الحضور الفعّال في الساحة الحقوقية الدولية من خلال::
- تقديم مذكرات رسمية وتقارير دورية إلى الأمم المتحدة والهيئات الدولية المعنية.[7]
- إجراء تحقيقات ميدانية موثقة لرصد الانتهاكات.[8]
- المساهمة في المنتديات واللجان القانونية والإنسانية الدولية.[9]

تولي منظمة الدرع اهتمامًا خاصًا بضحايا الحروب والمجتمعات المهمشة، وتؤكد على أن غياب المساءلة الدولية يكرّس تكرار الانتهاكات ويقوض الثقة في منظومة حقوق الإنسان العالمية.